# Камерано, Лоренцо
Лоренцо Камерано (итал. Lorenzo Camerano; 9 апреля 1856, Биелла — 22 ноября 1917, Турин) — итальянский зоолог, ректор Туринского университета (1907—1910), президент Туринской академии наук (1916—1917), сенатор королевства Италия (с 1909).

## Биография
Родившийся 9 апреля 1856 в городе Бьелла. После окончания Туринского университета в 1878 году стал работал в Зоологическом музее Турина. В 1889 году возглавил кафедру зоологии и сравнительной анатомии в университете Кальяри. С 1894 до конца жизни был заведующим кафедрой зоологии в Туринском университете. В 1880 году стал академиком Туринской сельскохозяйственной академии. В 1889 году избран академиком Туринской академии наук, а с 1916 по 1917 годы был её президентом. С 1907 по 1910 годы был ректором Туринского университета. В 1909 году стал сенатором парламента Италии. Умер в Турине 22 ноября 1917 года.

## Научная деятельность
Разработал соматометрический метод для разграничения спорных видов на примере земноводных, пресмыкающихся и млекопитающих. Морфометрическое изучение строение черепов млекопитающих позволило ему усовершенствовать методы оценки внутри- и межвидовой изменчивости
Внес вклад в систематику различных групп животных. Описал несколько видов земноводных, в том числе Pelophylax lessonae и Archaeolacerta bedriagae. Он был крупным специалистом по систематике волосатиков.
В 1880 году опубликовал первую диаграмму трофических связей между организмами.
На посту сенатора Камерано принимал участие в подготовке королевского указа о запрете охоты на пиренейскую серну от 9 января 1913 года.

## Публикации
- Camerano L. Monografia dei Gordii (итал.) // Mem. Reale Accad. Sci. Torino. — 1897. — V. 47. — P. 339–415.
- Camerano L. Lo studio quantitative degli organismi ed il coeffciente somatico (итал.) // Atti R Accad Sci Torino. — 1900. — V. 35. — P. 18–19.
- Camerano L. Ricerche intorno alla variazione del Bufo vulgaris Laur (итал.) // Mem R Accad Sci Torino Ser 2. — 1901. — V. 50. — P. 81–153.
- Camerano L. Ricerche intorno alle renne delle isole Spitzberghe (итал.) // Mem R Accad Sci Torino Ser 2. — 1902. — V. 51, n. 1. — P. 159–240.